# Budynek Izby Skarbowej w Toruniu
Budynek Izby Skarbowej w Toruniu – neogotycki budynek, siedziba delegatury Krajowej Informacji Podatkowej w Toruniu. Znajduje się na Nowym Mieście przy ulicy św. Jakuba 20. Powstał w II połowie XIX wieku i pierwotnie pełnił funkcję sądu i aresztu wojskowego Twierdzy Toruń. Figuruje w gminnej ewidencji zabytków (nr 389).